# جيل دوسيب
جيل دوسيب (بالإنجليزية: Gilles Duceppe)‏ (و. 1947  م) هو سياسي، ونقابي كندي، ولد في مونتريال، هو عضوٌ في حزب العمال الشيوعي حتى العقد 1980، وهو عضوٌ في الكتلة الكيبيكية، ترشح في الانتخابات الاتحادية الكندية 2008 ‏، وحصل على 24103 من الأصوات، والانتخابات الفيدرالية الكندية 2015، وحصل على 15699 من الأصوات، والانتخابات الاتحادية الكندية 2011 ‏، وحصل على 17991 من الأصوات.

## مناصب
تولى منصب
- عضو مجلس العموم الكندي 14 أكتوبر 2008–1 مايو 2011
- زعيم المعارضة الرسمية  [لغات أخرى]‏ 15 مارس 1997–1 يونيو 1997
- عضو مجلس العموم الكندي 13 أغسطس 1990–1 مايو 2011
- عضو مجلس العموم الكندي
- عضو مجلس العموم الكندي
- عضو مجلس العموم الكندي

.

## التعليم
تعلم في جامعة مونتريال
.